# پویا تاجیک
پویا تاجیک (متولد ۹ابان ۱۳۵۹ در تهران) بازیکن حرفه‌ای و ملی پوش اسبق تیم ملی در همیاری زنجان در لیگ برتر بسکتبال ایران بازی می‌کند. پویا تاجیک سابقه حضور در تیم‌های پیکان تهران، بیم مازندران و دانشگاه آزاد را نیز در کارنامه خود دارد.